# Gérard Moss
Pour les articles homonymes, voir Moss.
Gérard Moss, (né le 16 mai 1955, et mort le 16 mars 2022) est un pilote, ingénieur, conférencier, écologiste et explorateur suisse-brésilien né en Angleterre. En tant que pilote, Gérard Moss est connu pour être la première personne à avoir effectué un vol en solitaire dans un motoplaneur autour du monde,.
En tant qu'écologiste, Gérard et sa femme ont lancé de nombreux projets pour prévenir la déforestation au Brésil (en). Après avoir vécu à Rio de Janeiro pendant 25 ans, le couple a déménagé à Brasilia en 2006 pour se rapprocher de la forêt amazonienne et lancer le projet Rivières Volantes.

## Jeunesse et expéditions
La carrière d'explorateur de Gérard Moss a commencé tôt. Après avoir obtenu son premier passeport à l'âge de 4 ans, il s'est envolé pour l'Angleterre et la Suisse pour rendre visite à ses parents. En 1983, après avoir obtenu son diplôme d'ingénieur en mécanique, il acquiert sa licence de pilote en Californie et arrive au Brésil, où il monte une entreprise de fret maritime pour le transport du soja. En 1989, il effectue son premier vol autour du monde avec sa compagne Margi, qu'il rencontre à Armação dos Búzios en 1985.

### Aux quatre coins des Amériques
En 1997, il s'envole aux quatre coins du continent américain. En partant de Rio de Janeiro, il s'est envolé vers Cap Froward, à l'extrême sud du Chili, puis l'extrême ouest à Cap Prince-de-Galles, en Alaska, avant de se rendre au Promontoire Murchison au Canada et enfin au Ponta dos Seixas de retour au Brésil. Son expédition a été couverte par Rede Globo dans l'émission Fantástico.

### Premier vol en motoplaneur autour du monde

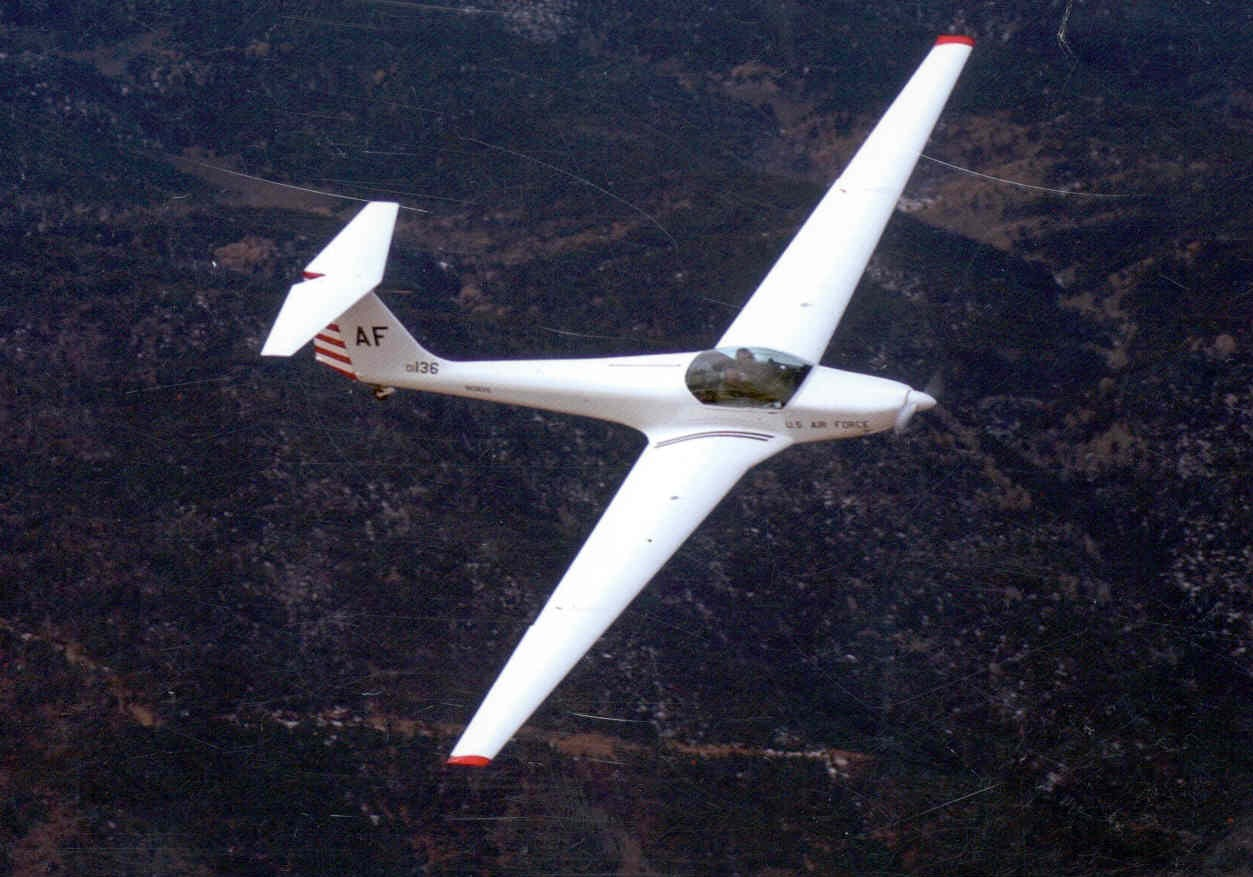
Un motoplaneur Ximango similaire à celui utilisé par Gérard Moss

En 2001, il effectue le premier tour du monde en motoplaneur, en utilisant le Ximango (en) fabriqué au Brésil. L'avion a une production quasi artisanale et s'est avéré très efficace. Le voyage a été réalisé en 100 jours. Son expédition a de nouveau été couverte par Fantástico, un travail qui a abouti au livre Asas Do Vento: A Primeira Volta Ao Mundo Num Motoplanador.

### Projets environnementaux
Grâce à son expérience de vol privé, il a pu constater de visu les effets du réchauffement climatique et de la déforestation. Ses préoccupations se sont transformées en projets visant à la conservation des ressources naturelles brésiliennes. Ses projets ont évalué la qualité de l'air et de l'eau au Brésil. En 2003, il a lancé un projet d'analyse des eaux des bassins versants, et a lancé plus tard le projet Rivières Volantes.

## Relations avec les médias
Ses expéditions ont été couvertes par l'émission Fantástico sur TV Globo, et ses projets ont été couverts par TV Câmara, National Geographic, Estadão, et plusieurs journaux, magazines et sites Web, à la fois brésiliens et étrangers,.

## Rivières volantes
En 2007, en collaboration avec des scientifiques brésiliens renommés, il a lancé un projet de recherche pour évaluer le débit d'eau des nuages et la possibilité de sécheresse causée par la déforestation de la forêt amazonienne. Le projet consiste à acquérir de l'eau dans l'atmosphère pour évaluer son origine et son débit depuis le fleuve Amazone jusqu'au sud des Amériques. Le projet fait partie d'un projet plus vaste appelé "Brasil das Águas" (Brésil des eaux). Selon Gérard Moss, le débit d'eau transporté par ces rivières volantes pourrait être égal à celui du fleuve Amazone lui-même, puisque chaque arbre peut être responsable de l'évaporation de 300 litres de vapeur eau atmosphérique par jour. Entre 2006 et 2007, sept rivières brésiliennes ont fait l'objet d'études (Rio Araguaia, Rio Grande de Bahia (en), Rio Ribeira (en), Rio Miranda, Rio Ibicuí, Verde et Río Guaporé). En 2007, après avoir collecté les échantillons, ils ont commencé à les comparer avec les vapeurs d'eau dans l'air. Avec le soutien de l'Université de São Paulo et de l'Université fédérale de Rio de Janeiro, ils sont arrivés à la conclusion qu'une grande partie de la vapeur d'eau provient des forêts et rivières amazoniennes, créant un phénomène appelé "rivières volantes", ayant un impact climatique notable sur l'ensemble de l'Amérique du Sud.

## Ouvrages
Gérard et Margi ont publié plusieurs livres relatant leurs expériences :
- Asas Do Vento : A Primeira Volta Ao Mundo Num Motoplanador  (ISBN 8501065552)
- Volta Por Cima  (ISBN 8501055794)
- Liberté du ciel  (ISBN 1853109061)
- Loucos por ti, Amérique  (ISBN 8501055255)
- Extremos das Américas